# Lugaid mac Con
Lugaid Mac Con, a menudo conocido simplemente como Mac Con, fue, según leyenda irlandesa medieval y tradición histórica, un Rey Supremo de Irlanda. Pertenecía a los Corcu Loígde, y por tanto a los Dáirine. Su padre era Macnia mac Lugdach, y su madre fue Sadb ingen Chuinn, hija del Rey Conn Cétchathach. Mac Con puede ser hasta cierto punto identificado con otro Rey legendario de Tara de los Dáirine, Lugaid Loígde.
Tras la muerte de Macnia, Sadb se casó con Ailill Aulom, rey de Munster y rey de facto de la mitad del sur de Irlanda, y Lugaid se convirtió en su hijo adoptivo. Se dice que obtuvo su epíteto ("el hijo del perro") después de que fue amamantado en su niñez por un galgo llamado Eloir Derg, propiedad de su padre adoptivo. Lugaid Y sus hermanastros, contra la voluntad de Ailill, se aliaron con Nemed, hijo de Sroibcenn, rey de Érainn en Munster, que había asesinado l anterior rey supremo Conaire Cóem en la batalla de Gruitine. Durante el reinado de Art mac Cuinn, los hijos de Conaire derrotaron y asesinaron a Nemed en la batalla de Cennfebrat. Lugaid fue herido en la batalla, y después exiliado de Irlanda por su padre adoptivo. Tras varios años en el exilio, , hizo una alianza con Benne Brit, hijo del rey de Gran Bretaña, reclutó un ejército de extranjeros, y regresó a Irlanda. Derrotó y asesinó a Art en la Batalla de Maigh Mucruimhe en Connacht y tomó el Trono Supremo. Gobernó por treinta años hasta que fue derrocado por el hijo de Art, Cormac después de diera un juicio falso sobre Bennaid, una mujer hospitalaria, cuyas ovejas había pastado ilegalmente en terrenos de la reina. Huyó a Munster para buscar la ayuda de sus parientes. Intentó hacer las paces con su padre adoptivo Ailill Aulom, pero Ailill no le había perdonado por la muerte de su hijo Éogan Mór, y le mordió con un diente envenenado cuándo se abrazaron. Entonces envió al poeta Ferches mac Commáin tras Lugaid para buscar venganza de Éogan. Ferchis encontró a Lugaid apoyado en una piedra y le mató con una lanza. Cormac fue incapaz de tomar el trono directamente, y fue forzado a huir a Connacht por el rey de Úlster, Fergus Dubdétach, que se mantuvo en el trono un año tras la muerte de Lugaid.
El Lebor Gabála Érenn sincroniza el reinado de Lugaid con el del emperador Romano Cómodo (180–192). La cronología de Geoffrey Keating Foras Feasa ar Éirinn data su reinado en 173–203, y los Anales de los Cuatro Maestros en 195–225. Tuvo dos hijos, Fothad Cairpthech y Fothad Airgthech, que serían Reyes Supremos Conjuntos.
Descendientes modernos de Lugaid mac Con incluyen los O'Driscolls, O'Leary, Coffeys, Hennessys y Flynn de Cork.